# Acidaliodes melasticta
Acidaliodes melasticta är en fjärilsart som beskrevs av George Francis Hampson 1914. Acidaliodes melasticta ingår i släktet Acidaliodes och familjen nattflyn. Inga underarter finns listade i Catalogue of Life.